# Medusa (Caravaggio)
Medusa, Medusah ou Medusa de Caravaggio é uma pintura a óleo sobre tela sobre madeira, de Michel Angelo Merisi da Caravaggio, também conhecido apenas como Caravaggio. Duas versões foram pintadas, a primeira em 1596 e outra presumidamente em 1597. A primeira versão também é conhecida como Murtula - segundo o nome de um poeta que escreveu sobre a obra, Gaspare Murtola (morto em 1624): "Fuja, pois se seus olhos forem petrificados em fascínio, ela o tornará em pedra".  A obra mede 48 por 55 cm e está assinada Michel A F, que se deduz, em latin: Michel Angelo Fecit, "Michel Angelo fez [isto]". A obra faz parte de um acervo privado. A segunda obra, mostrada aqui, é ligeiramente maior (60×55 cm) e não está assinada; ela é atualmente mantida na Galleria degli Uffizi, em Florença, Itália.